# Miguel Rodríguez Orejuela

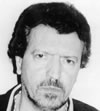
Miguel Ángel Rodríguez Orejuela

Miguel Ángel „El Señor“ Rodríguez Orejuela (* 15. August 1943 in Mariquita, Tolima) ist ein ehemaliger kolumbianischer Drogenhändler. In den 1970er-Jahren gründete er zusammen mit seinem älteren Bruder Gilberto José „El Ajedrecista“ und mit José „El Chepe“ Santacruz Londoño das Cali-Kartell, das auf dem Höhepunkt seiner Macht 80 Prozent der kolumbianischen Kokainexporte in die Vereinigten Staaten von Amerika kontrollierte. Während seines kriminellen Lebens war er auch unter den Spitz- und Decknamen „El Señor“, Róbinson Pineda, Patricia, Patricio, Patty, Pat, Manuel, Manolo, Miki und Mauro bekannt.

## Leben

### Frühe Jahre
Über Miguels Kindheit ist nicht viel bekannt. Miguel Ángel Rodríguez Orejuela wurde am 15. August 1943 in Mariquita (Tolima) als Sohn von Carlos Rodríguez und Ana Rita Orejuela in eine Familie mit sechs Kindern hineingeboren, die in armen Verhältnissen lebte. Miguels Vater war Handwerker und Maler und seine Mutter eine Hausfrau. Gemeinsam ging die Familie während der 1940er-Jahre nach Cali.

### Kriminelle Karriere

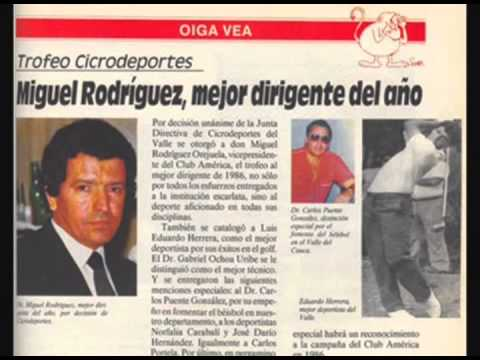
Miguel Ángel in der Presse

Bereits als Jugendliche machten die kleinkriminellen Rodríguez-Orejuela-Brüder mit Gaunereien wie Trickbetrug auf sich aufmerksam. Als junge Erwachsene, während der 1960er-Jahre, waren sie unter dem Namen Los Chemas in den Bereichen Erpressung, Raub und Entführung tätig und begannen später gemeinsam mit José Santacruz Londoño, kleinere Mengen undestillierter Kokainpaste aus Peru und Bolivien zu schmuggeln.
Während der frühen 1960er-Jahre heiratete Miguel seine Geliebte Gladys Abadía, die 1964 den gemeinsamen Sohn William Rodríguez Abadía zur Welt brachte. 1969 reiste Miguel nach Panama und heiratete dort Amparo Arbeláez Pardo, mit der er später drei Kinder bekam: María Fernanda, Juan Miguel und Carolina.
In den 1970er-Jahren gründeten Miguel, Gilberto und José Santacruz das Cali-Kartell und waren hauptsächlich am Marihuana-Handel beteiligt. Aufgrund des höheren Gewinns und des geringeren Materialeinsatzes entschied man sich Mitte der 1970er-Jahre für den Export von Kokain. Mitte der 1970er-Jahre, als das Medellín-Kartell den Drogenhandel in Miami monopolisierte, baute Santacruz für den Drogenverkauf in Manhattan (New York City) auf. Etwa zu dieser Zeit wurde Hélmer „Pacho“ Herrera Partner des Kartells. Das Cali-Kartell verwendete die Methoden moderner Unternehmensführung und war weniger gewalttätig als das rivalisierende Medellín-Kartell. Während das Kartell aus Medellín an einer brutalen Gewaltkampagne gegen die kolumbianische Regierung beteiligt war, wuchs das Cali-Kartell und setzte eher auf Bestechung als auf Gewalt.
Im Jahr 1978 heiratete Miguel Fabiola Moreno Galindo, mit der er drei Kinder bekam: Miguel Andre, Juan Pablo und Estefanía.
Die Organisation der Brüder kontrollierte mittlerweile die landesweite Apothekenkette Drogas La Rebaja, ein Netzwerk von Radiosendern namens El Grupo Radial Colombiano, ein pharmazeutisches Labor, eine Bank in Panama und eine weitere Bank in Kolumbien mit Politikern in deren Aufsichtsräten. Des Weiteren sponserten sie den kolumbianischen Fußballverein América de Cali, den Miguel zeitweise managte. Miguel heiratete im Jahr 1980 die Schönheitskönigin Martha Lucía Echeverry, die 1974 in Valle del Cauca als Miss Colombia gekrönt worden war. Durch PR-Arbeit, die sie für den Verein leistete, lernten sich beide kennen.

### Krieg mit Pablo
Ende der 1980er-Jahre erklärte Pablo Escobar, der Anführer des Medellín-Kartells, dem Land den Krieg, da er von Kolumbien in die USA ausgeliefert werden sollte. Dies versuchte er mit allen Mitteln zu verhindern und ging auch auf das wachsende Cali-Kartell los, nachdem dieses im Schatten seines Krieges gewachsen war. Pablo ließ in Medellín circa 20 Apotheken der Rodríguez-Orejuela-Brüder niederbrennen. Er versuchte Miguels Neffen, bzw. Gilbertos Sohn Fernando Rodríguez Mondragón zu entführen und legte eine Bombe in Miguels Haus. Als Antwort engagierten die Brüder Jorge Salcedo als Sicherheitschef des Kartells, der eine Gruppe von Söldnern zusammenstellte, die sich dem Kampf gegen Escobar stellen sollte. Durch das ausgeklügelte Spionage-Netzwerk der Brüder erhielten sie diverse Informationen über Pablo und gaben diese an den von der Regierung auf Pablo angesetzten „Bloque de Búsqueda“ (dt.: Fahndungsblock) weiter, um ihn in die Ecke zu treiben. Somit waren sie stark an Pablos Untergang beteiligt.

### Festnahme

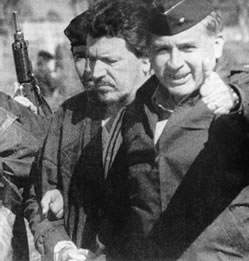
General Rosso José Serrano (rechts) und Miguel Rodríguez Orejuela (Mitte), kurz nach seiner Verhaftung im Jahr 1995

Nach dem Ende des Medellín-Kartells in den frühen 1990er-Jahren wandten sich die kolumbianischen Behörden dem Cali-Kartell zu. Die Kampagne begann im Frühjahr 1995. Am 9. Juni 1995 wurde Gilberto vom Bloque de Busqueda in Cali gefangen genommen und einen Monat später, am 4. Juli, wurde auch José Santacruz in einem Restaurant in Bogotá verhaftet. Miguel Ángel wurde ebenso in Cali vom Bloque de Busqueda am 6. August 1995 in der Wohnung einer Ex-Frau verhaftet, in der er sich vor den Behörden versteckt hielt. Seine Verhaftung war das Ergebnis des Verrats von Sicherheitschef Jorge Salcedo. Am 1. September 1996 stellte sich auch „Pacho“ Herrera den Behörden. Somit war das Ende des Cali-Kartells besiegelt.

Aufgrund dessen, dass die den Rodríguez Orejuela-Brüdern vorgeworfenen Straftaten vor dem 16. Dezember 1997 begangen worden waren, als die Auslieferung von Staatsangehörigen noch verboten war, wurden sie nicht an die Vereinigten Staaten ausgeliefert. Miguel wurde 1998 zu einer Haftstrafe von mehr als 15 Jahren in Kolumbien verurteilt, die wegen seines guten Benehmens reduziert wurde. 

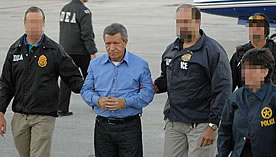
Miguel Rodríguez wird durch die DEA von Kolumbien an die USA ausgeliefert

 Obwohl er 2002 entlassen werden sollte, blieb er wegen neuer Verfahren in Haft, deretwegen die Vereinigten Staaten seine Auslieferung forderten.
Miguels Bruder Gilberto wurde am 26. September 2004 an die USA ausgeliefert und Miguel selbst am 11. März 2005. Die Brüder bekannten sich beide nach einer Übereinkunft mit den US-Behörden vor einem Gericht in Miami wegen Drogenschmuggels und Geldwäsche schuldig und erklärten, auf ihr gesamtes Vermögen zu verzichten, falls die Verfahren gegen 28 ihrer Familienmitglieder eingestellt werden. Im September des Jahres 2006 wurden sie zu einer Freiheitsstrafe von 30 Jahren verurteilt.
Bis heute verbüßt Miguel seine Haftstrafe im FCI Loretto. Seine reguläre Entlassung ist für den 15. Juli 2028 vorgesehen.

## Film und Fernsehen
- Darstellung in der Serie Narcos durch Francisco Denis.
- Die zweite Episode der Netflix-Krimi-Dokureihe Drug Lords handelt von den Brüdern Rodríguez Orejuela.
- In der fünften Episode der Serie Narcos: Mexico wurde Miguel erneut durch Francisco Denis verkörpert.